# Олястра
Олястра (на италиански: Provincia dell'Ogliastra) беше провинция на остров Сардиния.
Имаше площ 1854 km² и население 58 389 души (2008). Административни центрове са градовете Тортоли и Ланузеи.

## Административно деление
Провинцията се състои от 23 общини (комуни):
- Ланузеи
- Тортоли
- Арцана
- Бари Сардо
- Баунеи
- Вилагранде Стризайли
- Гайро
- Джирасоле
- Елини
- Илбоно
- Йерцу
- Кардеду
- Лоцорай
- Лочери
- Озини
- Пердаздефогу
- Сеуи
- Талана
- Тертения
- Трией
- Уласай
- Урцулей
- Усасай